# Free running

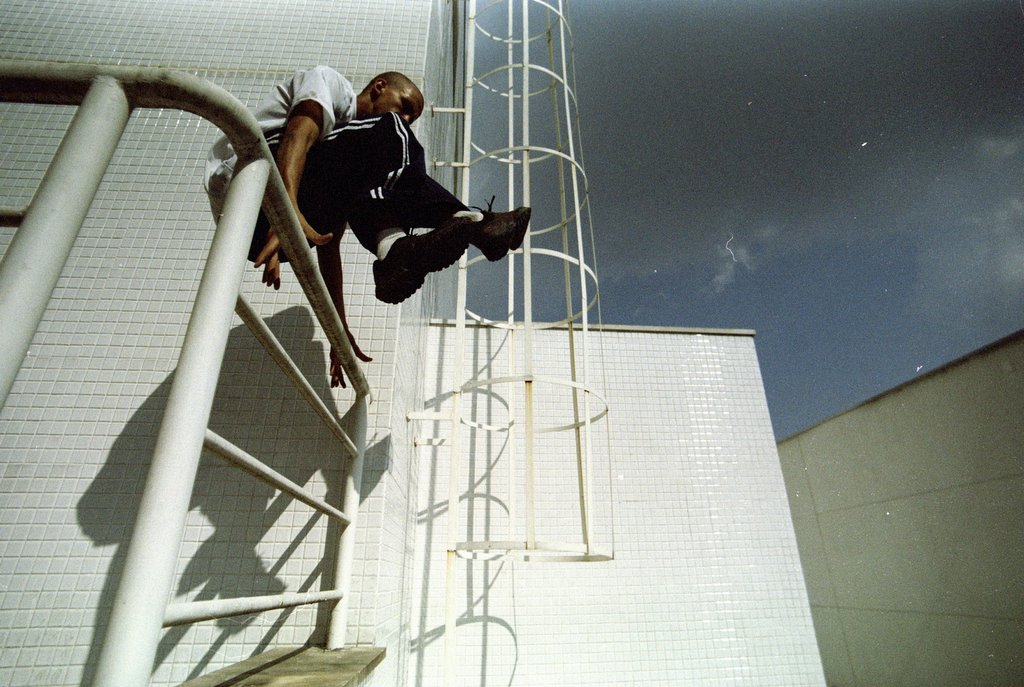
Freerunner v Brazílii

Free running (angl. "volný běh") je umění pohybu, akrobatická sportovní disciplína. Freerunnerům jde o to, aby ve své cestě hladce a plynule překonali překážku, a to pomocí různých pohybů jako vaulty (přeskoky), skoky, „somersaults“ a jiné akrobatické pohyby, vytvářející atleticky a esteticky vypadající způsob pohybu. Na rozdíl od parkouru jsou povoleny akrobatické pohyby a skoky, přičemž freerunning je více zaměřen na estetiku a krásu pohybu. Tréninky probíhají většinou v tělocvičnách, nebo v městských prostorech, které jsou plné různých překážek.
Jeho zakladatelem je Francouz Sébastien Foucan, který se také věnouval parkouru. O free runningu říká: „Je to jiná cesta ‚dělání‘ parkouru .“
Byl založen a inspirován podobným uměním pohybu (parkour), které založil David Belle, Foucanův přítel z dětství. Free running spojuje prvky triků a pouličních skoků, které jsou parkour komunitou považovány za neefektní a není to parkour. Na začátku byl free running zaměňován s parkourem, nicméně jakmile se free runneři začali zajímat o estetiku i o užitečnost, staly se z těchto dvou stylů rozdílné disciplíny. Pojem free running vymyslel Guillaume Pelletier a Foucan ho přijal jako svůj způsob jak dělat parkour. Foucan popisuje cíle freeruningu jako používání okolí k plynulému a nepřerušovanému pohybu vpřed, nikdy vzad.
Zatímco freeruning a parkour mají mnoho stejných technik, podstatně se liší ve filozofii a účelu. Cíle parkouru jsou širší, schopnost rychle dosáhnout oblastí, které jsou jinak nedostupné a utéct, schopnost uniknout pronásledovatelům. Z toho vyplývá, že hlavním úkolem je opustit objekty co nejdříve, zatímco freerunning klade důraz na vlastní rozvoj stylem „následuj svoji cestu“. Foucan často zmiňuje „následování vlastní cesty“ v rozhovorech a dokumentárních filmech. Vysvětluje, že každý má svůj způsob jak dělat parkour a neměl by napodobovat ostatní, ale dělat ho podle sebe. Základy freerunningu jsou obvykle špatně vysvětlovány jako by byly postaveny výhradně na estetice a kráse daného vaultu, skoku atd. Přestože hodně free runnerů si dává záležet právě na estetice, tak to je pouze „jejich způsob“.
Mezi parkourovou a free running komunitou vznikl také konflikt kvůli používání různých termínů pro stejné vaulty (přeskoky). Parkour komunita používala pro vaulty jejich francouzské názvy, nebo je přeložili do angličtiny, zatímco free runing komunita v čele s webem Urban Freeflow vytvořila nové názvy jako „kong“, „monkey“ atp. Například přeskok při kterém se prostrčí nohy mezi rukama je ve francouzštině znám jako „Saut de Chat“ a v anglickém překladu to je „Cat jump“ a někteří ho nazývají „rabbit vault“, Ale web Urban Freeflow web ho přejmenoval na „Kong“ nebo „Monkey“ vault.
Jiná otázka, která může způsobit rozepři mezi parkourovou a free running komunitou – anebo může posílit jejich pouto – je profesionální a amatérská soutěž. Už od začátku je parkourová komunita proti seriozním soutěžím, odporuje to základům filozofie parkouru. Free running komunita není tak pevně rozhodnutá v této otázce, ačkoliv Foucan v interview s Urban Freeflow zmiňuje, že nemá rád soutěže a není to „jeho cesta“, ale může to být „cesta někoho jiného“. Konflikt mezi free runningem a parkourem vznikl, když se zakladatelé parkouru, David Belle a Sébastien Foucan, rozdělili a pokračovali odděleně. David Belle především ulpěl na parkouru kvůli efektivitě, zatímco Sebastien Foucan se soustředil na volnost pohybu, rozvoj sebe sama a estetickou stránku parkouru, což dělá free running populárnější. Přestože mohou být oba sporty definovány odlišně, sdílejí podobné rysy, protože byly založeny dvěma kamarády.

## Freerunning ve filmu
- Ve filmu Casino Royale (2006) předvádí Sébastien, jak uniknout Bondovi skrz složitou stavební konstrukci:
- V dokumentu Jump London (2003) účinkují francouzští freerunneři (Sébastien Foucan, Johann Vigroux, Jérôme Ben Aoues)
- Jump Britain (2005), pokračování dokumentu Jump London, tentokrát i s týmem Urban Freeflow
- Videoklip Jump od Madonny uvádí freerunning a parkour: